# 성동구청장
성동구청장은 서울특별시 성동구의 구청장이다.

## 역대 성동구청장

### 관선(1945~1995)
| 구분 | 성명   | 재임기간                         | 비고                   |
| ---- | ------ | -------------------------------- | ---------------------- |
| 1    | 이무성 | 1945년 8월 16일~1948년 8월 14일  | 초대 성동구청장        |
| 2    | 김정태 | 1948년 8월 15일~1950년 6월 25일  |                        |
| 3    | 원근식 | 1950년 10월 1일~1955년 1월 31일  |                        |
| 4    | 김인배 | 1955년 2월 1일~1956년 7월 31일   |                        |
| 5    | 이송   | 1956년 8월 1일~1957년 10월 20일  |                        |
| 6    | 주채현 | 1957년 10월 21일~1959년 8월 23일 |                        |
| 7    | 신용석 | 1959년 8월 24일~1960년 2월 2일   |                        |
| 8    | 오학근 | 1960년 2월 3일~1960년 5월 12일   |                        |
| 9    | 이규갑 | 1960년 5월 13일~1960년 12월 27일 |                        |
| 10   | 이승복 | 1960년 12월 28일~1962년 1월 14일 |                        |
| 11   | 박유서 | 1962년 1월 15일~1964년 1월 15일  |                        |
| 12   | 이상덕 | 1964년 1월 16일~1968년 5월 20일  |                        |
| 13   | 김영제 | 1968년 5월 21일~1970년 5월 1일   |                        |
| 14   | 김성권 | 1970년 5월 2일~1971년 6월 20일   |                        |
| 15   | 이우영 | 1971년 6월 21일~1973년 6월 30일  |                        |
| 16   | 홍석철 | 1973년 7월 1일~1974년 2월 21일   |                        |
| 17   | 안찬희 | 1974년 4월 7일~1974년 4월 17일   |                        |
| 18   | 김동현 | 1974년 4월 18일~1976년 1월 26일  |                        |
| 19   | 이상목 | 1976년 1월 27일~1976년 3월 14일  |                        |
| 20   | 손왈수 | 1976년 3월 15일~1978년 3월 3일   |                        |
| 21   | 이광하 | 1978년 3월 4일~1979년 6월 21일   |                        |
| 22   | 함종원 | 1979년 6월 22일~1980년 7월 8일   |                        |
| 23   | 신현석 | 1980년 7월 28일~1981년 9월 10일  |                        |
| 24   | 김제량 | 1981년 9월 11일~1982년 9월 9일   |                        |
| 25   | 이원종 | 1982년 9월 10일~1985년 3월 14일  |                        |
| 26   | 강덕기 | 1985년 3월 15일~1987년 1월 22일  |                        |
| 27   | 이광우 | 1987년 1월 23일~1989년 11월 6일  |                        |
| 28   | 전명호 | 1989년 11월 7일~1992년 4월 22일  |                        |
| 29   | 조남호 | 1992년 4월 23일~1993년 3월 17일  |                        |
| 30   | 윤두영 | 1993년 9월 10일~1993년 12월 29일 |                        |
| 31   | 이호조 | 1993년 12월 30일~1995년 6월 30일 | 관선 마지막 성동구청장 |

### 민선(1995~)
| 구분 | 성명   | 재임기간                       | 비고           |
| ---- | ------ | ------------------------------ | -------------- |
| 32   | 고재득 | 1995년 7월 1일~1998년 6월 30일 | 민선 1기       |
| 33   | 고재득 | 1998년 7월 1일~2002년 6월 30일 | 민선 2기, 재선 |
| 34   | 고재득 | 2002년 7월 1일~2006년 6월 30일 | 민선 3기, 3선  |
| 35   | 이호조 | 2006년 7월 1일~2010년 6월 30일 | 민선 4기       |
| 36   | 고재득 | 2010년 7월 1일~2014년 6월 30일 | 민선 5기, 4선  |
| 37   | 정원오 | 2014년 7월 1일~2018년 6월 30일 | 민선 6기       |
| 38   | 정원오 | 2018년 7월 1일~2022년 6월 30일 | 민선 7기, 재선 |
| 39   | 정원오 | 2022년 7월 1일~                | 민선 8기, 3선  |

## 같이 보기
- 성동구청장 선거